# Stüversplate

Stüversplate vor Neuharlingersiel

Die Stüversplate ist eine Plate zwischen den Fahrwassern Stüverslegde, Hullbalje, Schillbalje, Baklegde sowie Neuharlingersieler Fahrwasser. Sie ist ein bedeutender Seehundteillebensraum und weist ein für die Region typisches Ökosystem mit Sandbänken und Küstenwatt auf. Zudem gilt es als Gebiet mit geowissenschaftlich bedeutsamen Landschaftsformen.